# Xavier Guichard
Pour les articles homonymes, voir Guichard.
Paul Eugène Xavier Guichard, né le 5 juillet 1870 à Paris et mort le 21 mars 1947 à Paris, est un commissaire de police, Chef de la Sûreté et directeur de la Police judiciaire, mais aussi archéologue et écrivain.

## Biographie
À sa naissance dans le 6e arrondissement de Paris, il est déclaré fils de Marie Guichard, herboriste âgée de 25 ans, et de père non dénommé. Sa mère, de son vrai nom Anne Françoise Octavie Guichard, le reconnaît le 29 novembre 1870.
À 18 ans, il s'engage volontairement dans l'Infanterie de Marine et a l'occasion de voyager jusqu'en Nouvelle-Calédonie. 
Il entre à la Préfecture de Police de Paris le 1er décembre 1892, devient Officier de Paix en 1900 puis commissaire de police et chef de la brigade mobile de la Sûreté parisienne en 1903. En juin 1907 il prend la direction de la troisième brigade de recherches dite "des anarchistes". Le 1er janvier 1912 il prend ses fonctions comme chef de la Sûreté.
C'est lui qui arrêta le chef de bande Jules Bonnot en 1912 et qui a été mêlé à l'affaire Philippe Daudet.
Il perd son fils Jean Paul Fernand Guichard, mort pour la France, le 25 septembre 1915 à Souain (Marne) à l'âge de 18 ans.
Il est nommé Inspecteur général des services de la Préfecture de Police en 1919 et enfin Directeur de la police judiciaire en 1930. Il prend sa retraite en 1934.
Il apparaît dans les romans de Georges Simenon en tant que supérieur et protecteur de Jules Maigret et selon l'écrivain belge, c'est même lui qui le nommera inspecteur à la brigade spéciale.
Son ouvrage Eleusis Alesia.  Enquête sur les origines de la civilisation européenne (1936) tentait des recherches dans les domaines de la géométrie sacrée et de la géographie sacrée. Dans ce livre, Guichard tenta de démontrer, à partir de toponymes récurrents qu'il a estimé être apparentés à celui d'Alésia, que les peuples gaulois de l'âge du bronze avaient inventé la géométrie du cercle.
Ses travaux n'ont pas reçu l'assentiment de la communauté scientifique, ils étaient pour Lucien Febvre du temps et de la peine perdue à base de calembours.
Au contraire, René Guénon (dont les prises de position contre les représentants de « la science officielle », selon sa propre expression, sont connues), a rédigé un long « Compte rendu », positif, de l'ouvrage. Après avoir écrit, qu'il convenait, en premier lieu, « de rendre hommage à la somme de travail qu'il (cet ouvrage) représente, à la patience et à la persévérance dont l'auteur a fait preuve, consacrant à ces recherches, pendant plus de vingt ans, tous les loisirs que lui laissaient ses occupations professionnelles », il souligne l'intérêt certain du sujet. Loin de dénigrer l'approche   de Xavier Guichard, il en résume, en les approuvant, les lignes principales. Sa seule critique se rapporte au fait que l'auteur accepte, « en dépit des diverses constatations qu'il a faites, les théories « évolutionnistes » (que Guénon récuse absolument) sur lesquelles est bâtie toute la Préhistoire telle qu'on l'enseigne officiellement », et « que cette attitude (de non contradiction vis-à-vis de la science officielle) n'était pas logique et enlevait beaucoup de force à sa thèse ». Aussi, dans son commentaire, expose-t-il un point de vue « traditionnel » sur la question.
Il est inhumé à Pesmes (Haute-Saône), aux côtés de son épouse.

## Décorations
- Commandeur de la Légion d'honneur
- Médaille de la Résistance française[11]
- Médaille de la Ville de Paris